# Calyciphora homoiodactyla
Calyciphora homoiodactyla is een vlinder uit de familie vedermotten (Pterophoridae). De wetenschappelijke naam is voor het eerst geldig gepubliceerd in 1960 door Kasy.
De soort komt voor in Europa.